# Napoleon navštěvuje oběti moru v Jaffě
Napoleon navštěvuje oběti moru v Jaffě je obraz z roku 1804. Namaloval jej francouzský malíř portrétů, žánrů a bitevních scén Antoine-Jean Gros (1780–1835), jeden ze tří hlavních dvorních umělců císaře Napoleona Bonaparta, tehdy již za své služby povýšený do šlechtického stavu.
Obraz je vlevo dole na schodu signován a datován Gros. 1804 en Versailles. Tím je určeno, že malíř definitivní verzi obrazu dokončil roku 1804 a že tehdy bydlel na zámku ve Versailles. Skica obrazu vznikla roku 1802 a je vystavena v Muzeu Condé v Chantilly.

## Historie a pojetí námětu
Obraz se vztahuje k Napoleonově tažení do Egypta a do Sýrie. Počátkem roku 1799 se Napoleon s vojskem nalodil v Egyptě, aby zahájil ofenzívu do Sýrie. V březnu roku 1799 se vylodil v přístavu Jaffa, jehož citadelu ostřeloval, dobyl a dal postřílet kolem tří tisíc tureckých zajatců. V jeho vojsku se rozšířila morová epidemie.
Mořská mešita v Jaffě tehdy sloužila jako vojenská nemocnice. Scéna zachycuje její arkádové nádvoří s výhledem na minaret. Jiná interpretace obrazu označuje za vyobrazené místo nádvoří arménského kláštera svatého Mikuláše, který stojí naproti mešitě a má rovněž výhled na minaret.
Obraz je propagandou Napoleonova soucitu s vojáky. Měl napravit Napoleonovu reputaci a pomluvy britského tisku, že dal zmasakrovat nejen osmanské zajatce, ale že se chtěl zbavit i svých nemocných vojáků, protože zdržovali jeho postup.
Napoleon je zobrazen jako hrdinný velitel, který navštěvuje vojáky bez ohledu na nebezpečí morové nákazy, rukou se dotkne nádoru na holé hrudi jednoho z pacientů, zatímco lékař se ho snaží zastavit. Zápach z nádorů dosvědčuje vedle stojící důstojník, který si zakrývá nos kapesníkem. V levé části obrazu dva orientálci rozdávají chléb nemocným. Vpravo vpředu orientální felčar v turbanu nožíkem prořezává pacientovi vřed. Slepý voják se pokouší přiblížit k Bonapartovi. V popředí jsou pacienti v agónii.
Namalování obrazu inicioval Dominique Vivant Denon, který se účastnil Bonapartovy expedice do Egypta a stal se ředitelem muzea Louvre; ten Grosovu práci řídil. Obraz byl poprvé vystaven na pařížském Salónu 18. září roku 1804 pod titulem Bonaparte, vrchní velitel armády Východu, ve chvíli, kdy se při návštěvě nemocnice v Jaffě dotkl morového nádoru. Gros obraz okamžitě převzal do sbírek Louvru, kde je dosud.